# Andrzej Dunin Borkowski
Andrzej Dunin Borkowski herbu Łabędź (zm. w 1597 roku) – pisarz ziemski lubelski w latach 1572–1597, deputat na Trybunał Koronny w 1580 roku.
Poseł na sejm 1581 roku z województwa lubelskiego. W czasie elekcji 1587 roku głosował na Zygmunta Wazę.
Dziedzic Czekarzowa, Celejowa, Rąbków i Kormanowic w 1582 roku.
Żonaty z Emercjanną Chotecką i z Anną Ossowską. Z pierwszą żoną miał synów: Andrzeja i Pawła, którzy zapewnili posagi swoim siostrom w 1568 roku, z drugą Mikołaja i Piotra.
Był wyznawcą kalwinizmu.